# لي دوان (سياسي)
لي دوان (بالفيتنامية: Lê Duẩn)‏ (7 أبريل 1907 - 10 يوليو 1986) سياسي شيوعي فيتنامي. ارتقى في مناصب التسلسل الهرمي للحزب في أواخر الخمسينيات من القرن العشرين وأصبح أمين عام اللجنة المركزية للحزب الشيوعي الفيتنامي (في سي بي) في المؤتمر الوطني الثالث عام 1960. واصل لي دوان سياسة هو تشي منه في الحكم من خلال تبنّي سياسة القيادة الجماعية. منذ منتصف الستينيات (عندما تدهورت صحة هو تشي) حتى وفاته في عام 1986، كان ما يزال صانع القرار الأعلى في فيتنام.
وُلد لي دوان في عائلة من الطبقة الفقيرة في محافظة كوانغ تشي في الجزء الجنوبي من الهند الصينية الفرنسية باسم لي فان نوان. ثمة معلومات قليلة عن عائلته وطفولته. كان ارتباطه الأول بالأفكار الثورية في عشرينيات القرن العشرين من خلال عمله في مجال السكك الحديدية. كان لي دوان عضوًا مؤسسًا في الحزب الشيوعي الهندي الصيني (الحزب الشيوعي المستقبلي لفيتنام) في عام 1930. سُجن عام 1931 وأفرج عنه عام 1937. من عام 1937 حتى عام 1939، بدأ بالصعود لمناصب أعلى في الحزب. أعيد اعتقاله في عام 1939، هذه المرة لإثارة انتفاضة في الجنوب. تم إطلاق سراح لي دوان من السجن بعد ثورة أغسطس الناجحة بقيادة الشيوعيين في عام 1945.
خلال الحرب الهندو-صينية الأولى (1946-1954)، كان لي دوان قائدًا ثوريًا نشطًا في جنوب فيتنام. ترأس قيادة المكتب المركزي لجنوب فيتنام، وهو جهاز حزبي، من عام 1951 حتى عام 1954. خلال الخمسينيات من القرن العشرين، أصبح لي دوان عدوانيًا بشكل ملحوظ تجاه جنوب فيتنام إذ دعا إلى إعادة التوحيد من خلال الحرب. بحلول منتصف إلى أواخر الخمسينيات، أصبح لي دوان ثاني أقوى صانع سياسة داخل الحزب، متجاوزًا الأمين العام الأول للحزب السابق ترونج تشينه. بحلول عام 1960 أصبح ثاني أقوى عضو في الحزب، بشكل رسمي بعد هو تشي منه رئيس الحزب. طوال فترة الستينيات، تدهورت صحة هو تشي منه بشكل خطير وتولى لي دوان المزيد من مسؤولياته. في 2 سبتمبر من عام 1969، توفي هو تشي منه وأصبح لي دوان أقوى شخصية في الشمال.
تقلّد لي دوان منصب الأمين العام للحزب في عام 1960، وأصبح رسميًا الشخصية الرئيسية في الحزب بعد هو تشي منه. بعد موت هو تشي، تولى لي دوان قيادة فيتنام الشمالية. طوال حرب فيتنام من 1955 حتى 1975، اتخذ لي دوان موقفًا عدوانيًا إذ رأى أن الهجوم وحده هو مفتاح النصر. عندما تم لمّ شمل فيتنام الجنوبية مع فيتنام الشمالية في عام 1976 وأعيدت هيكلة الحزب، أصبح لي دوان الأمين العام له. كان لي دوان ورفاقه متفائلين للغاية بشأن المستقبل. فشلت الخطط الخمسية الثانية (1976-1980) وتركت الاقتصاد الفيتنامي في أزمة. أيّد لي دوان الحرب الفيتنامية الكمبودية في ديسمبر عام 1978 بهدف الإطاحة بنظام الخمير الحمر المدعوم من الصين. كان لهذا تأثيرًا خطيرًا على العلاقات بين فيتنام والصين حيث ردّت فيتنام على ذلك بترحيل الصينيين العِرقيين، ثم نفذت الصين حملة عقابية فادحة ضد فيتنام والتي تمثلت بالحرب الفيتنامية الصينية، في عام 1979. منذ ذلك الحين، حافظت فيتنام على تحالف أوثق مع الاتحاد السوفييتي وانضمت إلى مجلس التعاون الاقتصادي في عام 1978.
بقي لي دوان أمينًا عامًا حتى وفاته عام 1986 في هانوي؛ كان خليفته في البداية ترونج تشينه. كان لي دوان معروفًا أيضًا باسم لي دونغ، وكان يُعرف علنًا باسم «آين با» (الأخ الثالث).

## حياته المُبكرة ومهنته

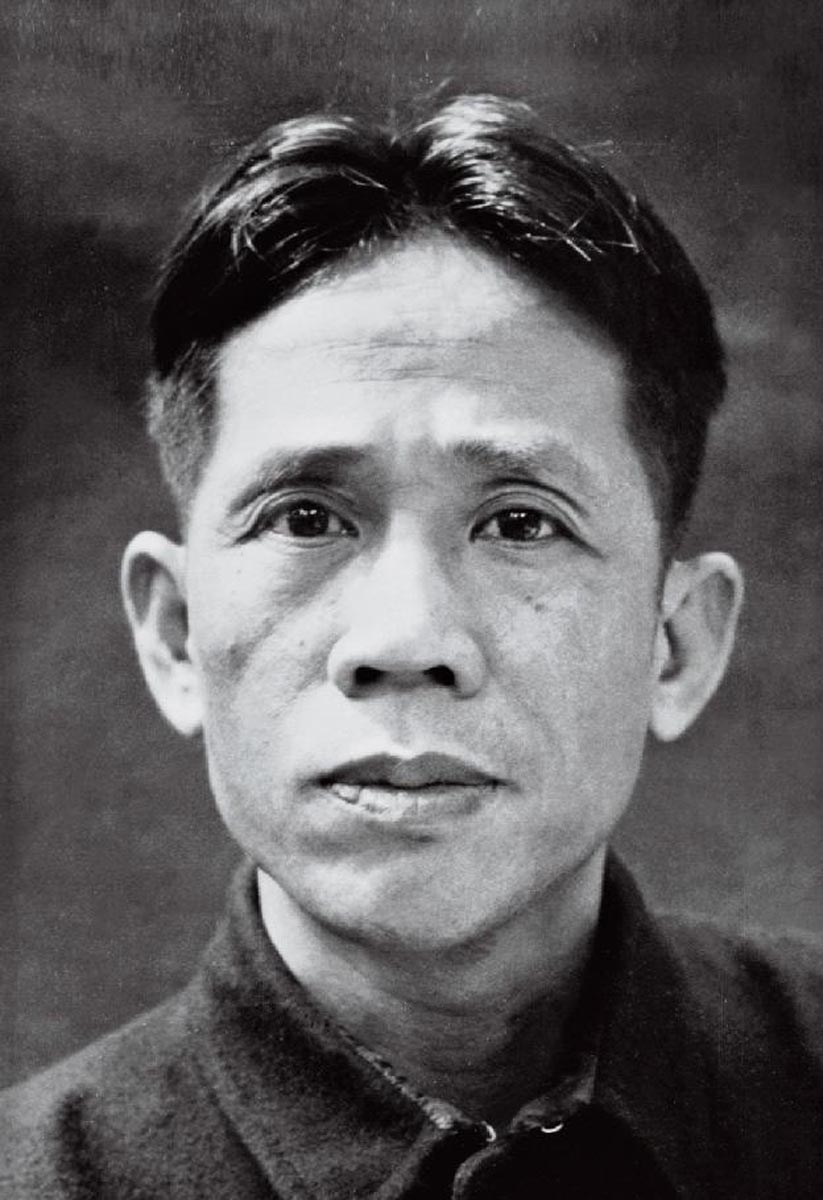
لي دوان

وُلِد لي دوان باسم لي فان في قرية بيتش لا، تريو دونغ في مقاطعة تريو فونغ في محافظة كوانغ تشي في 7 أبريل عام 1907 (على الرغم من أن بعض المصادر تشير إلى أنه وُلِدّ عام 1908) لعائلة فقيرة مكونة من 5 أطفال. يقول السكان المحليون من جيله أن والديّ دوان كانا يعملان على آلة قص معادن الخردة وفي الحدادة. بصفته نجل لعامل في سكك الحديد، أصبح لي دوان ناشطًا في السياسة الثورية عندما كان شابًا. تلقى لي دوان تعليمًا استعماريًا فرنسيًا قبل أن يعمل في شركة السكك الحديدية الفيتنامية في هانوي خلال عشرينيات القرن العشرين. من خلال وظيفته، اتصل بالعديد من النشطاء الشيوعيين. في هذه الفترة قام بتعليم نفسه حول الفكر الماركسي.
أصبح لي دوان عضوًا في رابطة الشباب الثوري الفيتنامية في عام 1928. شارك في تأسيس الحزب الشيوعي الهندي الصيني في عام 1930. تم سجن لي دوان في العام التالي مباشرةً. أطلِقَ سراحه لاحقًا بعد ست سنوات في عام 1937. من عام 1937 حتى عام 1939، ترقى في مناصب الحزب ثم في المؤتمر الوطني الثاني انضم إلى لجنة الحزب المركزية. تم سجنه مرة أخرى في العام التالي جراء إثارته لانتفاضة. بعد خمس سنوات أطلق سراحه مجددًا بعد فترة وجيزة من ثورة أغسطس 1945، التي تولى فيها الحزب الشيوعي الهندوصيني السلطة. بعد إطلاق سراحه، أصبح شريكًا موثوقًا لهو تشي منه، الشخصية الرئيسية للحزب.
خلال الحرب الهندوصينية الأولى، شغل لي دوان منصب أمين اللجنة الإقليمية لجنوب فيتنام، في البداية في كوتشينشينا في عام 1946، لكن أعيد تعيينه لرئاسة المكتب المركزي لجنوب فيتنام من عام 1951 حتى عام 1954. أصبح موقف اتحاد فيت مين في الجنوب ضعيفًا بشكل متزايد في أوائل إلى منتصف الخمسينيات من القرن العشرين ثم في عام 1953 تم استبدال لي دوان بنائبه لي دوك ثو وانتقل إلى فيتنام الشمالية.